# Monsanto
Monsanto Company je americká nadnárodní korporace podnikající v agrárním sektoru, agrochemickém průmyslu a oblasti biotechnologií, farmaceutik a geneticky modifikovaných potravin. Je to jeden z největších producentů fosfátových herbicidů (např. velice rozšířeného glyfosátu), pesticidů, hnojiv a dalších ropných derivátů; též je to zdaleka největší producent geneticky modifikovaného obilí. Na trhu zemědělských komodit vlastní 70 – 100 % podílu některých geneticky modifikovaných plodin. Po akvizicích G. D. Searle & Company, Seminis Inc a dalších se stala jednou z největších zemědělských společností na světě. O vývoj jejích produktů se stará její sesterská společnost Monsanto Technology LLC.
Firma, její výrobky a praktiky jsou častým terčem kritiky environmentálních organizací a antiglobalistických aktivistů.

## Historie
Společnost Monsanto Company byla založena roku 1901 Johnem Francisem Queenym. Jedním z prvních jeho výrobků byla umělá sladidla, kofein a vanilín, která dodával i společnosti Coca-cola. V roce 1919 letech společnost díky partnerství s Graesser's Chemical Works expandovala do Evropy a začala vyrábět i farmaceutika.[zdroj?]
Původní Monsanto Company zahájila svou činnost v Austrálii v roce 1928 se zaměřením na podnikání komoditních petrochemických produktů, předtím než expandovala do zemědělských výrobků v roce 1950. V roce 2000, původní společnost uzavřela fúzi a změnila svůj název na Pharmacia Corporation. Pharmacia Corporation pak vytvořila novou dceřinou společnost pro své podnikání v zemědělství a nazvala jej Monsanto Company. Vznikla tedy nová společnost Monsanto, tak jak jí známe dnes. Austrálie a Nový Zéland se tak staly experimentální půdou pro produkty společnosti Monsanto.
Ve 40. letech 20. století se ujala tehdy nového trhu výroby plastů (včetně např. polystyrenu) a syntetických vláken.[zdroj⁠?!] V roce 1947 přeneslo svůj vliv i na americké vládní projekty operující s jadernou energií, polychlorované bifenyly a herbicidy 2,4,5-T a Agent Orange, jehož se v 60. a 70. letech stala největším výrobcem.[zdroj⁠?!] 80. a 90. léta byla pro Monsanto obdobím velkých změn v důsledku mnohamilionových firemních fúzí společností, které postupně koupila.[zdroj?]V období mezi 1995 až 1998 tato společnost utratila více než 8 miliard amerických dolarů na nákup malých a středně velkých seedbank po celém světě.

## Současnost

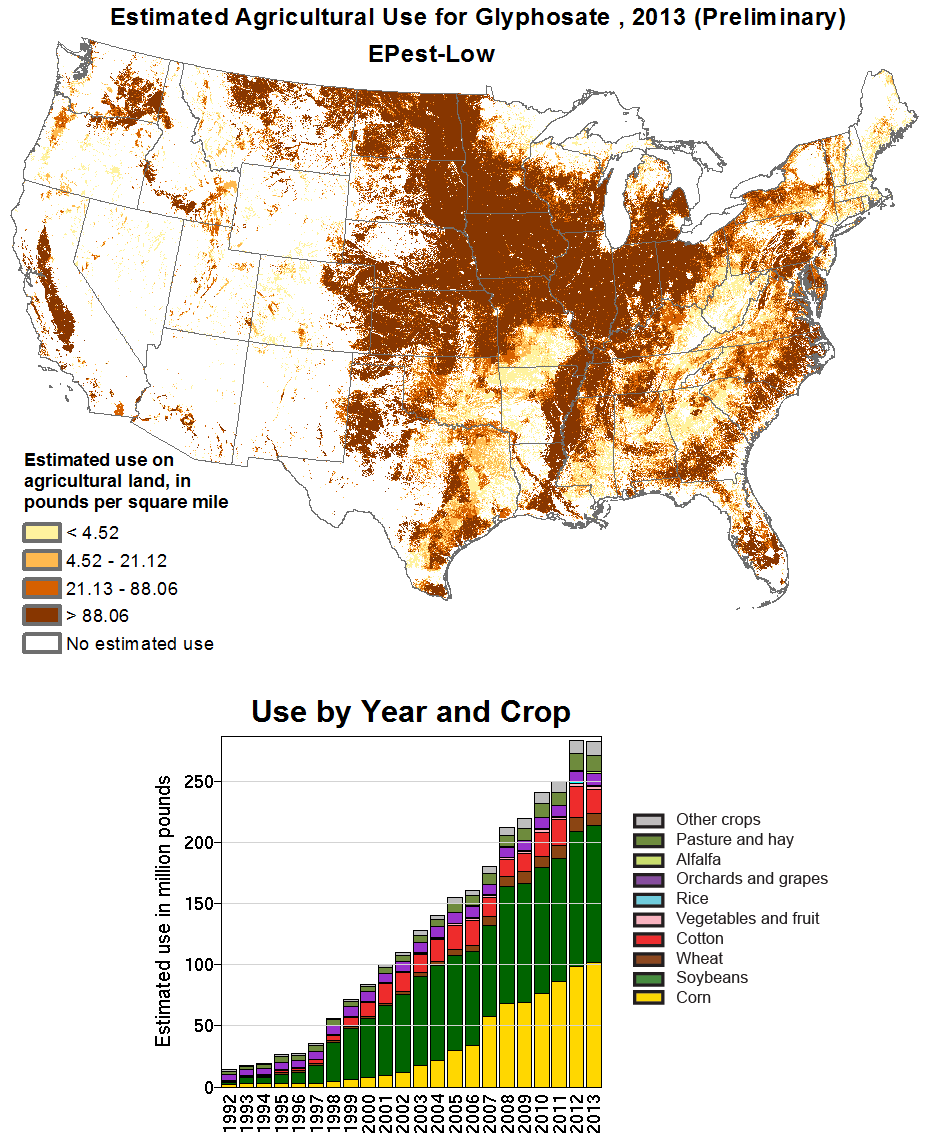
Užití herbicidu glyfosátu ve Spojených státech amerických (k roku 2013)

Dnes patří k hlavním artiklům firmy herbicidy (např. Roundup, Glyfosát) a geneticky modifikované organismy (GMO), např. kukuřice, sója, řepka olejka, bavlník.
Přibližně od přelomu století začalo Monsanto rozvíjet smluvní politiku s menšími rolníky. Ti od ní kupují herbicidy (většinou Roundup) a vůči němu odolnou odrůdu dané plodiny. Vydatné postřiky herbicidů na daném území efektivně ničí vše kromě geneticky modifikované plodiny. Monsanto má s rolníky smluvně zajištěna vlastnická práva na semena, která tito zemědělci vypěstují. Genetická modifikace plodin od Monsanto je navržena tak, aby tyto plodiny měly jen sterilní semena a rolníci je nemohli použít k přesročnímu osevu[zdroj?]. V březnu 2006 konvence OSN o biologické rozmanitosti toto tzv. „sebevražedné osivo“ (angl. terminal seed) odmítla. V letech 2006 - 2008 byl realizován  projekt nazvaný Špicberské globální úložiště semen. Toto úložiště bylo vybudováno za  polárním kruhem na norském souostroví Špicberky (Svalbard) poblíž správního střediska Longyearbyen.
V červnu 2018 firmu Monsanto koupila německá společnost Bayer za 63 miliard dolarů.

### Sponzoring
Monsanto pravidelně přispívá velkými částkami na kandidatury politiků ve Spojených státech. Mimo svět politiky sponzorovala Monsanto stavbu několika atrakcí v zábavních parcích Disneyland a Tomorrowland.

## Kritika

### Korupce při prosazování GMO
Monsanto dostalo v roce 2005 pokutu v souhrnné výši 1,5 miliónu dolarů za systematické korumpování indonéských úřadů při prosazování geneticky modifikovaných plodin. Jednalo se o úplatky nejméně pro 140 indonéských vládních úředníků a členů jejich rodin, které firma vykázala jako konzultační poplatky. Podle amerického ministerstva spravedlnosti firma porušila americký protikorupční zákon (Forreign Corrupt Practice Act). Monsanto úplatky úředníkům indonéského ministerstva chtělo dosáhnout toho, aby při rozhodování o pěstování geneticky modifikovaného bavlníku ignorovali výsledky jedné ze studií. Monsanto připustilo, že v letech 1997 až 2002 zaplatilo na úplatcích asi 700 tisíc dolarů a vedení firmy přiznalo plnou odpovědnost.
V českém dokumentu Vybydlená planeta? jedna z respondentek uvedla, že se společnost Monsanto zasazuje o mísení geneticky upravených odrůd kukuřice v Mexiku a tím narušuje genetický fond tamních tradičních odrůd této plodiny (včetně následků, které to může způsobit).
Dovoz geneticky modifikovaných potravin z Ameriky v minulosti odmítla Evropská unie. Například Francie specificky odmítla pěstování jistého druhu geneticky modifikované kukuřice od společnosti Monsanto. Na začátku roku 2011 z jedné diplomatické depeše z amerického velvyslanectví v Paříži, zveřejněno s mnoha ostatními depešemi serverem WikiLeaks, vyplynulo, že Spojené státy mají v úmyslu sestavit „seznam zemí, proti kterým chtějí provést odvetu“ za jejich odmítání geneticky modifikovaných potravin. K odmítnutí importu geneticky modifikované kukuřice se přidala také Čína. Úplný zákaz kultivace zavedla Francie a Rusko. Evropská unie nyní čelí takzvané Transatlantické obchodní dohodě, která by mohla znamenat import geneticky modifikovaných organismů do EU.

### Agent Orange a pesticidy

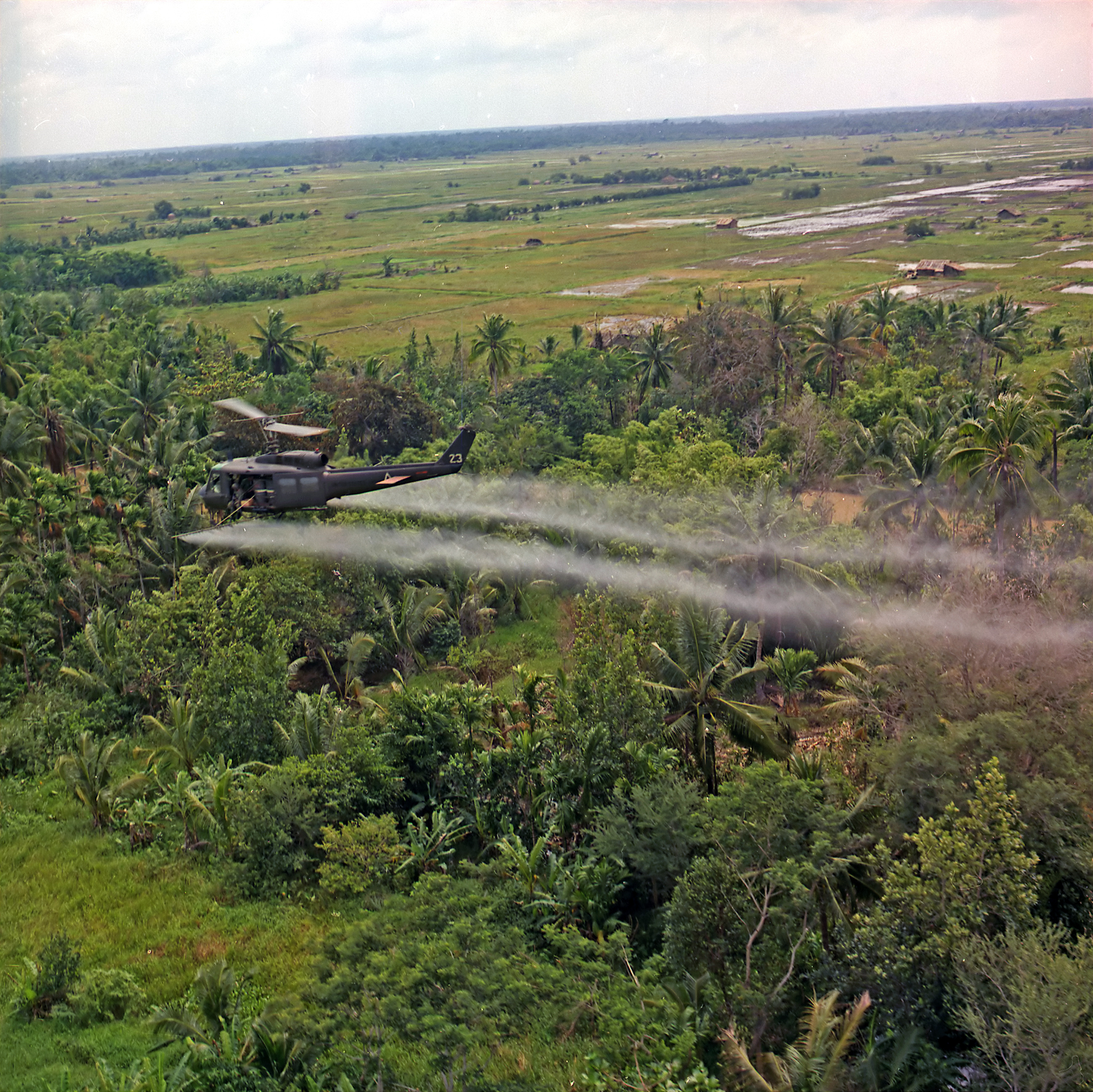
Rozprašování Agent Orange v deltě řeky Mekong

V minulosti Monsanto Company byla jedním z výrobců směsi pesticidů u Agent Orange, který obsahoval toxické dioxiny. Ten masově nasadila americká armáda během války ve Vietnamu s cílem zničit vegetaci, v niž se ukrývaly partyzánské oddíly Vietkongu.
Indická pobočka Monsanta byla obviněna ze zaměstnávání dětí v manufakturách bavlny. Práce zahrnovala nakládání s jedovatými pesticidy jako endosulfan. Děti dostávaly méně než půl dolaru za den. Monsanto tato obvinění odmítla s vyjádřením, že tyto děti nejsou přímými zaměstnanci společnosti.

### Polychlorované bifenyly
Firma Monsanto v průběhu většiny 20. století vyráběla toxické polychlorované bifenyly (PCB) v městě Anniston v americkém státě Alabama, přičemž uniklými PCB zamořila Snow creek, Choccolocco Creek a jezero Logan Martin.

### Posilac
V roce 1998 vypukla aféra kolem dodávek rekombinantního hovězího růstového hormonu rBGH/rBST pod obchodním názvem Posilac. Tento hormon je zakázaný kvůli nežádoucím účinkům všude kromě Spojených států[zdroj?]. Je používaný pro hovězí dobytek ke zvýšení produkce mléka (v průměru asi o 1/10). Růstový hormon u dobytka ve velké míře způsobuje mastitidu (hnisavý zánět vemene), kterou Monsanto kompenzuje vysokými dávkami antibiotik (s dalšími vedlejšími účinky), jež se uvolňují do mléka, způsobují různé zdravotní problémy a u žen riziko rakoviny prsu. Tuto souvislost objevili reportéři Fox News Jane Acre a Steve Wilson, kteří situaci natočili a sestříhali z ní reportáž. Vedení Fox News však na poslední chvíli odmítlo reportáž vysílat (Monsanto patří k jeho největším reklamním inzerentům). Následovalo přes 70 příkazů přepracovat tuto reportáž, snaha PR oddělení Monsanta o odvrácení pozornosti od Posilacu, výpověď Foxu těmto reportérům pro údajnou neprofesionalitu a soudní spor, který přilákal pozornost médií směrem k praktikám této společnosti. Tato kauza byla probírána v dokumentárním filmu The Corporation jako příklad hrubě neetického korporátního chování sledujícího jen krátkodobý zisk a neohlížejícího se na důsledky.
V srpnu 2008 Monsanto prodalo Posilac firmě Elanco Animal Health, který je součástí farmaceutického koncernu Eli Lilly, za 300 milionů dolarů.

### Geneticky modifikovaná kukuřice NK 603
V září 2012 byla v odborném časopise Food and Chemical Toxicology zveřejněna studie francouzských vědců pod vedením Séraliniho, podle které ve skupině myší krmených geneticky upravenou kukuřicí NK 603 po 17 měsících bylo pětkrát víc mrtvých jedinců než v kontrolních skupinách. Tato studie byla kritizována vědeckou veřejností a pro své nedostatky později stažena vydavatelem. V této studii většina samiček onemocněla rakovinou prsu, samečci často měli nádory kůže nebo ledvin. Vědci v této studii sledovali 200 myší, kterým podávali geneticky modifikovanou kukuřici NK 603 nebo běžnou kukuřici. Kukuřice NK 603 byla uvedena na trh firmou Monsanto, aby byl podpořen prodej společností vyráběného pesticidu Roundup a firma ji prodává pod obchodní názvem "Roundup Ready® kukuřice". Tato studie byla kritizována jak pro navržení experimentu (například použitý kmen myší je přirozeně náchylný pro vznik rakoviny), chyby při statistické analýze, tak i pro interpretaci výsledků a řadě nezávislých studií se nepodařilo tento jev znovu pozorovat.

### „Monsanto Protection Act“
3. ledna 2013 prošel americkým Kongresem a 4. dubna byl podepsán prezidentem Obamou zákon s oficiálním označením HR 933: Consolidated and Further Continuing Appropriations Act 2013, běžněji známý jako „Monsanto Protection Act“ (zákon na ochranu Monsanto). Kritici Monsanta poukazují na obrovský vliv, který bude Monsanto a ostatní korporace orientované na geneticky modifikované plodiny mít, když podle zákona jejich prodej, distribuci, setí a sklizeň nebude moci regulovat vláda, dokonce ani federální soud USA.

### Pochod proti Monsantu
25. května 2013 proběhl pochod proti Monsantu. Účastnili se ho lidé v 436 městech (včetně Prahy) z 52 zemí po celém světě – celkem 2 miliony lidí.

### Pokuta a odsouzení
Po čtyřtýdenním procesu přisoudila porota v americkém San Francisku dne 10. srpna 2018 někdejšímu školnímu zahradníkovi Dewayneu Johnsonovi odškodné ve výši 289 miliónů dolarů. Přiklonila se tak k jeho tvrzení, že zhoubné onemocnění rakovinou mu způsobil přípravek Roundup, který byl nucen mnohokrát při své práci použít. Z celkové částky představuje 39 miliónů dolarů náhradu škody a dalších 250 miliónů dolarů bylo firmě Monsanto vyměřeno jako trestní postih. Firma Monsanto souvislost mezi svým produktem a vznikem rakoviny odmítla a oznámila, že se proti rozsudku odvolá.
Na rozsudek amerického amerického soudu bezprostředně reagovali představitelé Vietnamu. Mluvčí vietnamského ministerstva zahraničních věcí Nguyen Phuong Tra ve vyjádření  pro britský deník The Independent  označil rozsudek floridského soudu za precedens, na základě kterého může Vietnam po firmě Monsanto požadovat miliardové odškodné kvůli následkům používání herbicidu Agent Orange během vietnamské války v 60. a 70. letech 20. století.

#### Audiovizuální dokumenty
- (francouzsky) Le Monde Selon Monsanto (Svět podle Monsanta), 106 minut
- (anglicky) Life Running Out Of Control (Život vymykající se kontrole), 93 minut
- (anglicky) Patent For A Pig: The Big Business of Genetics (Patent pro prase: Velký byznys genetiky), 42 minut
- (anglicky) The Genetic Conspiracy: Following the Trail (Genetické spiknutí: Na stopě), 26 minut
- (slovensky) Svět společnosti Monsanto (Monsanto mit Gift und Genen), 109 minut, slovenský dabing